# Enganyapastors de Bahia
L'enganyapastors de Bahia (Nyctiprogne vielliardi) és una espècie d'ocell de la família dels caprimúlgids (Caprimulgidae).

## Descripció
Fa uns 19 cm de llarg. Color general fosc. Aspecte semblant a Nyctiprogne leucopyga, però sense banda blanca a la cua.

## Hàbitat i distribució
Habita boscos i sabanes a la llarga del Riu São Francisco, als Estats brasilers de Bahia i nord de Minas Gerais